# Stefano Li Si-de
Stefano Li Side, auch Li Si-de (* 3. Oktober 1926 in Zunhua; † 8. Juni 2019), war ein chinesischer römisch-katholischer Bischof der Untergrundkirche. Li Side empfing 1955 die Priesterweihe und war vom 8. August 1982 bis zu seinem Tod Bischof im Bistum Tianjin in China. Er war 17 Jahre lang, von 1963 bis 1980, in Arbeitslagern festgesetzt und stand seit 1992 unter Hausarrest.